# Richard Young (acteur)
Pour les articles homonymes, voir Richard Young et Young.
Richard Young est un acteur américain né le 24 décembre 1955  à Kissimmee (Floride, États-Unis).

## Filmographie

### Cinéma
- 1972 : Night Call Nurses : Kyle Toby
- 1973 : Fly Me : Docteur
- 1974 : Inferno in Paradise : Clay Martin
- 1975 : Let's Do It Again : Biggie's Crony #3
- 1976 : Cry Your Purple Heart Out : Frank
- 1977 : Cherry Hill High : Vintner
- 1979 : Cocaïne Cowboys : Terry
- 1979 : Swim Team : Johnny
- 1981 : Les Risques de l'aventure : Mike (Pilot)
- 1984 : Les Guerriers des étoiles : Debs
- 1984 : Mission finale : Sergeant Deacon
- 1984 : Nickel Mountain : Jeff Freund
- 1985 : Vendredi 13, chapitre V : Une nouvelle terreur de Danny Steinmann : Matt
- 1987 : Blue Heart
- 1988 : 1969 : Ralph's Cellmate
- 1988 : Saigon Commandos : Sgt. Mark Stryker
- 1989 : Délit d'innocence de Peter Yates : Danny Scalise
- 1989 : Indiana Jones et la Dernière Croisade de Steven Spielberg : Fedora
- 1989 : Les Seigneurs des abîmes : Chadwick
- 1991 : SAS : L'Œil de la veuve d'Andrew V. McLaglen : Prince Malko Linge

### Télévision

#### Séries télévisées
- 1971 : Room 222 : Augie Cerutti
- 1971 : Sur la piste du crime : Mason Carter
- 1972 : Docteur Marcus Welby : Horst
- 1972 : L'Homme de fer : Steve Winters
- 1973 : Kung Fu : Verne
- 1974 : Nakia
- 1976 : A plume et à sang : Dr. Kemp
- 1976 : Barnaby Jones : Craig Webster
- 1977 : Laverne et Shirley : Charles Warner
- 1977 : Switch : Larry Castle
- 1979 : Ryan's Hope : Lt. Hayes
- 1980 : Texas : Mr. Hannibal (1982)
- 1981 : Flamingo Road : Steve
- 1982 : Seven Brides for Seven Brothers (en) : Deerwell
- 1983 : K 2000 : Sonny Prince
- 1983 : The Mississippi : Earl Mack
- 1984 : Scandales à l'Amirauté (Emerald Point N.A.S.) : Roger Pauley
- 1984 : Rick Hunter : Jesse
- 1985 : Cheers : Frank
- 1985 : Histoires fantastiques : Davy Crockett
- 1986 : Disney Parade
- 1988 : La Belle et la bête : Buddy
- 1994 : Arabesque : Nick Halsey

#### Téléfilms
- 1970 : Plunder : Lord Chudleigh
- 1971 : The Reluctant Heroes : Pvt. Golden
- 1976 : Banjo Hackett : Roamin' Free : Luke Mintore
- 1981 : Splendor in the Grass : Brian Stacey
- 1986 : Assassin : Robert Golem
- 1988 : Pancho Barnes : Roger Chute
- 1996 : Special Report : Journey to Mars : Astronaut Charles Downing